# Médio Awash
O Médio Awash é um sítio paleontológico ao longo do Rio Awash, Depressão Afar na Etiópia. Um número de hominídeos do Pleistoceno e final do Mioceno tem sido encontrados neste local, junto com alguns dos mais antigos artefatos de pedra "Olduvaienses" conhecidos (relacionados com a Garganta de Olduvai) e restos de fogueiras de cozimento de argila, provável evidência do uso do fogo. As linhagens de chimpanzés e humanos imagina-se terem se separado neste período, em algum ponto entre 5 milhões e 7 milhões de anos atrás.
Sedimentos no local eram originalmente depositados em lagos ou rios, e carbonatos encontrados ali contém baixa taxa de isótopos de carbono. Esta informação sugere que, em contraste com a aridez do atual clima, o ambiente do Médio Awash durante o final do Mioceno foi úmido, e a região era ocupada por habitats de bosques ou savanas. Os restos fossilizados de vertebrados encontrados com os hominídeos, incluindo roedores da família Thryonomyidae (similares à "ratazana do capim"), mais ainda sugerem tal meio ambiente. A região foi também o local de periódicos vulcanismos. Este "rifting" provavelmente criou distintas regiões ecológicas habitadas por diferentes espécies de animais vertebrados.

## Descobertas deste sítio
Importantes fósseis de hominídeos encontrados no Médio Awash incluem:
- Ardipithecus kadabba
- Ardipithecus ramidus
- Australopithecus afarensis
- Australopithecus garhi
- Australopithecus anamensis
- Homo erectus
- Homo sapiens idaltu encontrado em Herto Bouri.